# エレクトリック先生
「エレクトリック先生」（エレクトリックせんせい、英: Electric Teacher）は、HALCALIの2枚目のシングル。2003年4月9日にフォーライフミュージックエンタテイメントから発売。

## 概要
前作「タンデム」から3か月ぶりのリリース。同年5月7日、6曲入り12inchアナログ盤「エレクトリック先生/タンデム」が枚数限定で発売された。
O.T.F（オシャレ･トラック･ファクトリー/RIP SLYMEのRYO-ZとDJ FUMIYAによるユニット）全面プロデュース。
表題曲のMVは全編、RIP SLYMEの「STEPPER'S DELIGHT」のパロディで、イラストアニメーションは山本ルンルンが担当。
カップリングには電気グルーヴの石野卓球によるリミックスを収録。また、MVも制作された。
2曲のMVは、2004年3月24日発売のDVD『春狩デーヴィーデー (仮)』に収録された。

## 収録曲
全作詞：RYO-Z／作曲・編曲：DJ FUMIYA
1. エレクトリック先生　3分27秒
2. エレクトリック先生（ハルカだけヴァージョン）　3分27秒
3. エレクトリック先生（ユカリだけヴァージョン）　3分27秒
4. エレクトリック先生（2人いないヴァージョン）　3分27秒
5. electric body sensei mix remixed by takkyu ishino　4分17秒

## 収録作品
- エレクトリック先生/タンデム (#1,4,5)
- ハルカリベーコン (#1)
- ハルカリミックス (#5)